# Чери Гроув (Вашингтон)
Чери Гроув (енгл. Cherry Grove) насељено је место без административног статуса у америчкој савезној држави Вашингтон.

## Демографија
По попису из 2010. године број становника је 546, што је 117 (-17,6%) становника мање него 2000. године.
| Група             | 2000.       | 2010.       |
| Белци             | 598 (90,2%) | 499 (91,4%) |
| Афроамериканци    | 13 (2,0%)   | 0 (0,0%)    |
| Азијати           | 1 (0,2%)    | 3 (0,5%)    |
| Хиспаноамериканци | 35 (5,3%)   | 19 (3,5%)   |
| Укупно            | 663         | 546         |